# Much Loved
Much Loved (título original: Zin Li Fik) é um filme dramático de 2015 co-produzido entre Marrocos e França, dirigido por Nabil Ayouch e protagonizado por Loubna Abidar, Asmaa Lazrak, Halima Karaouane, Sara Elmhamdi Elalaoui, Abdellah Didane e Danny Boushebel. O filme retrata o problema da prostituição na cidade de Marraquexe. Foi exibido no Festival Internacional de Cinema de Cannes em 2015, onde foi indicado ao Queer Palm, e no Festival Internacional de Cinema de Toronto no mesmo ano. Foi censurado em Marrocos pelo seu suposto "desprezo pelos valores morais das mulheres marroquinas".
É um dos primeiros filmes que aborda o tema da prostituição em Marrocos. Contando as vidas de quatro trabalhadoras sexuais, o filme mostra uma história de exploração das prostitutas por parte dos  chulos e a corrupção da polícia, que às vezes, inclusive, se beneficia do comércio. O filme provocou um debate nacional antes de ser estreado para que se filtrassem algumas cenas. A partir de então, a actriz principal recebeu ameaças de morte e as autoridades religiosas condenaram o filme por retratar uma imagem negativa de Marrocos, assegurando que o filme promove o sexo fora do matrimónio e a simpatia em relação aos homossexuais.
O filme apresenta uma cena em que Loubna Abidar pratica felação em Carlo Brandt.

## Elenco

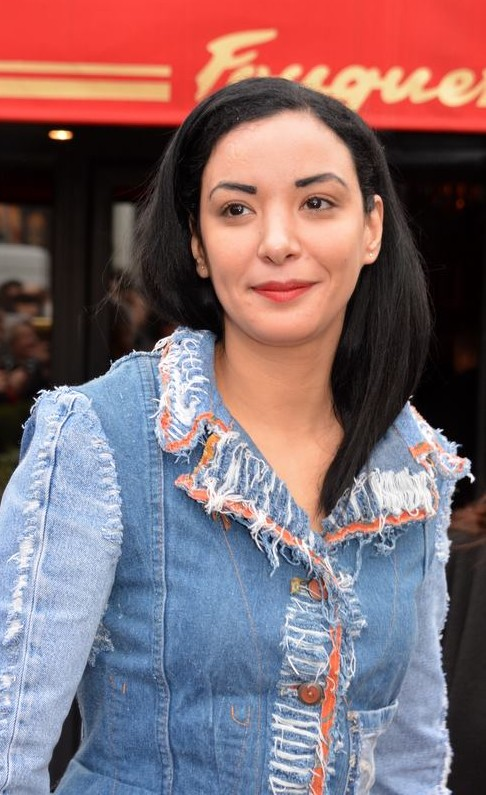
Loubna Abidar interpretou o papel principal de Noha no filme.

- Loubna Abidar é Noha
- Asmaa Lazrak é Randa
- Halima Karaouane é Soukaina
- Sara Elmhamdi Elalaoui é Hlima
- Abdellah Didane é Said
- Danny Boushebel é Ahmad

## Recepção
O filme recebeu em general críticas positivas por parte da crítica especializada. Leah Pickett de Chicago Reader destacou o seu director, afirmando: "Sem ser demasiado político, Ayouch expõe a hipocrisia das normas de género no Médio Oriente". Kent Turner, de Filme-Forward, assinalou: "O filme começa com um jantar onde havia cocaína e depois começa uma festa selvagem, marcando um ritmo que não dá trégua".

## Prémios e reconhecimentos
| Prémio / Festival de cinema | Categoria               | Nomeação      | Resultado |
| --------------------------- | ----------------------- | ------------- | --------- |
| Prémios César               | Melhor actriz           | Loubna Abidar | Nomeada   |
| Prémios Lumières            | Melhor filme em francês |               | Venedor   |